# Bonet Abraham i Margarit
Bonet Abraham i Margarit   (Barcelona, 1250 - valor desconegut) fou un poeta, filòsof i escriptor jueu català.
Tal era la fama que els seus escrits assoliren, que encara entre els cristians rebia el nom del Ciceró hebreu. La seva millor obra, Hebel Hebele cheled (Vanitat de les Vanitats del món), la qual era un examen del món, segons un manuscrit de la Biblioteca d'El Escorial, es dividia en 14 parts o tractats, que parlaven totes de diversos aspectes de la vida humana. Aquesta obra fou elogiada per autors excel·lents: Jacobo Federico Reimmann diu del seu estil que és superior al de Lactanci, i del seu assumpte que ho és al de les obres de Sèneca. Del seu llibre se'n feren més de 15 edicions i fou traduït al francès, al llatí i altres llengües. Com a poeta, Bonet Abraham fou famós per la seva poesia Bagesah (pregaria u oració) que també va merèixer l'honor de la traducció al llatí.
Entre les seves obres cal citar: Micthar Hithnageluth (carta apologètica), impugnació a un decret que prohibia als jueus barcelonins l'estudi de la filosofia fins a certa edat; Binz (Ilustració), comentari del Pentateuc, molt celebrat; Leson Zahab (Llengua d'or), comentari als Salms de David (Llibre dels Salms); Iggereth, resposta a 39 qüestions filosòfiques; Mahadanne Melech (Delicies del rei), tractat d'escacs, que fou traduït al llatí i en el que l'autor es val del tema del joc d'escacs per a fer una sèrie de consideracions filosòfiques i morals, molt curioses, vers la dignitat dels reis i dels regnes.